# Sněžka
Sněžka (poljsko Śnieżka, nemško Schneekoppe) je s 1603 metri nadmorske višine najvišja gora v pogorju Krkonošev in obenem najvišji vrh Češke. Gre za zelo prominentno vzpetino z relativno višino, ki znaša skoraj 75 odstotkov absolutne nadmorske višine gore. Vrh leži v osrednjih Sudetih, na vzhodnem delu Nacionalnega parka Krkonoši, v neposredni bližini meje med Češko in Poljsko. Velika izolacija daje gori status nepravega osamelca, ki je viden v večjem delu severne Češke in jugozahodne Poljske. V bližini vrha se nahaja izvir reke Labe.

## Ime
Ime gore izvira iz češkega pridevnika Sněžná, kar v prevodu pomeni zasnežena, prekrita s snegom. Poimenovanje se zdi zlasti v zadnjih letih, ko je pogorje Krkonošev redko zasneženo, nekoliko ironično.

## Dostop
Sněžka velja za goro, na katero se vsako leto povzpne veliko število turistov, zlasti iz Češke, Nemčije in Poljske. Velik obisk gre pripisati relativno lahkemu dostopu. Na vrh vodi tlakovana pot, ki se vzpenja po zahodnem pobočju gore. Leta 1949 je bil dostop olajšan s postavitvijo sedežnice. Slednja je delovala neprekinjeno vse do leta 2012, ko jo je nadomestila moderna kabinska žičnica. Vrh je najlažje dostopen z zahodne strani. Na češki strani vodi nanj 6, na poljski pa 4 urejene poti.
Prvi vzpon na goro naj bi se zgodil že leta 1456, ko naj bi vrh osvojil nek Benečan. Število vzponov se je naglo povečalo v 19. stoletju, ko je gora postala najvišji vrh takratne Prusije in kot taka pomeben državni simbol.

## Infrastruktura
Najstarejša zgradba na vrhu gore je kapelica svetega Lovrenca iz 17. stoletja. Objekt je leta 1655 dal zgraditi šlezijski plemič Hans Ulrich von Schaffgotsch. Kapelica je bila dokončana šele leta 1681. Kasneje, leta 1976, je bila zgrajena vremenska opazovalnica, ki še danes služi kot poljska meteorološka postaja. Na vrhu stoji tudi leta 2008 prenovljen poštni urad, ki je obenem najvišje ležeča pošta na Češkem.